# Jin-Roh, la brigade des loups
Jin-Roh, la brigade des loups (人狼, Jinrō, « l'homme-loup ») est un film d'animation japonais de science-fiction militaire, réalisé par Hiroyuki Okiura en 1999.
Il est basé sur le manga de Mamoru Oshii, Kerberos Panzer Cop (犬狼伝説), publié à partir de 1988. Dans cette uchronie ou réalité historique parallèle, une unité spéciale de police traverse une crise sans précédent dans un Japon totalitaire. La symbolique du film est explicitement inspirée par le conte du Petit Chaperon rouge.
Ce film d'animation complète une série cinématographique comprenant Lunettes rouges (1987), Stray Dogs (1991) et Illang : La Brigade des loups (2017).

## Synopsis
L'Allemagne nazie a remporté la Seconde Guerre mondiale. Même le Japon, son ancien allié, ne résiste pas à une armée d'occupation. Après son départ, un régime totalitaire survit sur l'archipel. Mais la colère gronde, entraînant des tensions dans les rues, et l'arrivée d'un groupe de rebelles opposés au fascisme : "La Secte". En réponse, le gouvernement japonais déploie une brigade spéciale anti-terroriste de la police de sécurité métropolitaine : "Panzer".
Une nuit, une émeute éclate à Akasaka et les rebelles passent par les égouts. La jeune Nanami Agawa, habillée en "Petit Chaperon Rouge", est chargée de livrer des cocktails Molotov et des explosifs. Elle tombe sur l'officier Kazuki Fuse, qui lui demande de se rendre. Mais la jeune fille refuse d'obtempérer et se fait exploser.
L'incident tragique porte atteinte à la réputation de l'unité et affecte profondément la recrue Fuse, qui est réprimandé pour son inaction et condamné à reprendre l'entraînement sous la direction de l'instructeur Hachiroh Tohbe. Le policier, plein de remords, agissant sur les informations de son ami, le chef de la sécurité publique Atsushi Hemni, visite un jour la tombe de la victime. Il rencontre Kei Amemiya, une fille qui prétend être la sœur aînée de Nanami. Les jeunes gens nouent rapidement un lien affectif.

## Production
Jin-Roh est l'adaptation d'une série de mangas de Mamoru Oshii, publiés de 1988 à 2006, et illustrés par plusieurs artistes. L'histoire suit les membres d'une unité de police spéciale dans un Japon uchronique, qui a été envahi et occupé par les Nazis après la Seconde Guerre mondiale. La saga Kerberos Panzer Cop (犬狼伝説) a donné lieu à des feuilletons radio, à des films et à des produits dérivés.

## Distribution
- Sumi Mutoh (VF : Marie-Eugénie Maréchal) : Kei Amemiya
- Yoshikatsu Fujiki (VF : Renaud Marx) : Kazuki Fuse
- Yoshisada Sakaguchi (VF : Michel Fortin) : Hachiroh Tohbe
- Kousei Hirota (VF : Pascal Renwick) : Bunmei Muroto
- Tamio Ōki (VF : Achille Orsoni) : Commandant
- Yoshisada Sakaguchi (VF : Jean-Bernard Guillard) : Narrateur
- Yukihiro Yoshida (VF : Jean-François Aupied) : Hajime Handa
- Kenji Nakagawa (VF : Pierre Dourlens) : Isao Aniya
- Ryuchi Horibe (VF : Sylvain Lemarié) : Shiro Tatsumi
- Eri Sendai (VF : Virginie Ledieu) : Nanami Agawa

## Distinctions
Jin-Roh, la brigade des loups a été primé en 1999 :
- 49e Berlinale (festival international du film de Berlin)
- 19e Fantasporto (Festival du film fantastique de Porto)
- 12e édition du Festival International du Film de Singapour
- 17e édition du Festival international du film fantastique de Bruxelles
- Festival international du film d'animation d'Annecy
- 11e grand prix de l'animation Mainichi.

## Thèmes

### Militarisme
Jin-Roh se déroule dans une uchronie où le Japon est tombé sous l'occupation militaire de l'Allemagne nazie (plutôt que les États-Unis) après la Seconde Guerre mondiale. Ce contexte historique alternatif est expliqué dans la narration d'ouverture à travers une série d'images dramatiques en noir et blanc.
Dans le Tokyo des années 1950, l'unité spéciale antiterroriste "Panzer" combat les civils rebelles alors que la police normale est incapable de contrôler des émeutes de plus en plus violentes. Ces soldats lourdement armés portent des armures noires, des lunettes infra-rouges, des Maschinengewehr 42, des Luger P08, qui font à la fois penser à des cyborgs et aux tenues intimidantes de l'armée allemande.

### Le petit chaperon rouge
Dans Jin-Roh, les membres de La Secte utilisent des jeunes filles comme coursiers pour transporter les bombes. Les services de polices les surnomment les « petits chaperons rouges ». Une équipe de policiers déloyale au système se fait appeler « la Brigade des Loups ».
Il est vu comme une sombre relecture du conte Le Petit Chaperon rouge.

## Réception

### Réception critique
Le site Rotten Tomatoes donne une note de 52 % d'avis positif pour les critiques et 79 % pour le public.
D'après Ilan Ferry : « Passionnant film d'espionnage, glaçant brulot social, Jin-Roh est tout cela et bien plus à la fois : un cri d'alarme aux multiples couches de lecture, certes quelque peu prévisible scénaristiquement mais suffisamment prenant pour interpeller durablement le spectateur ».

## Produits dérivés
L'entreprise Discotek Media (en) a commercialisé en 2015 un Blu-Ray du film.

## Adaptation
En 2017, le réalisateur sud-coréen Kim Jee-woon transpose Jin-Roh en film en prise de vues réelles. Le scénario de Illang : La Brigade des loups se situe en 2029, lors de la réunification de la Corée.